# Benguela
Benguela er en by i den vestlige del af Angola med et indbyggertal på ca. 561.775 (2014) indbyggere.
Byen ligger ved landets atlanterhavskyst og er hovedstad i provinsen Benguela.